# 大峡谷镇 (壶关县)
大峡谷镇，原为桥上乡，是中华人民共和国山西省长治市壶关县下辖的一个乡镇级行政单位。2020年3月10日，撤销桥上乡，设立大峡谷镇，以原桥上乡的13个村民委员会，树掌镇的东柏坡、西柏坡、东脑、紫团、庄则上5个村民委员会和石坡乡的下石坡、马安驼2个村民委员会的行政区域为大峡谷镇的行政区域。2021年4月1日，撤销鹅屋乡，整建制并入大峡谷镇。

## 地理
大峡谷镇位于壶关县城东南70公里的河谷地带。西与树掌镇、石坡乡相连，南与鹅屋乡接壤，东与河南林州市接界，北与平顺县毗邻，总面积84.76平方公里。

## 行政区划
大峡谷镇下辖以下地区：
桥上村、盘底村、王家庄村、沙滩村、桥后沟村、丁家岩村、大河村、杨家池村、东川底村、南岭村、前脑村、后脑村、梯脑山村、西坡沟村、洪底村、紫团村、东脑村、庄则上村、东柏坡村、西柏坡村、下石坡村和马安驼村。

## 人口
全乡有2 820余户，9 470余口人。